# 沙夫豪森大教堂
沙夫豪森大教堂（Münster Schaffhausen）位于瑞士沙夫豪森州沙夫豪森市老城区的中心，是瑞士沙夫豪森老城区的两座主要教堂之一。该堂创建于公元 1064 年，是本笃会诸圣修道院的罗马式教堂，1524 年宗教改革后成为一座归正会教堂。如今，该堂在建筑上依旧融入庞大的原诸圣修道院建筑群中。

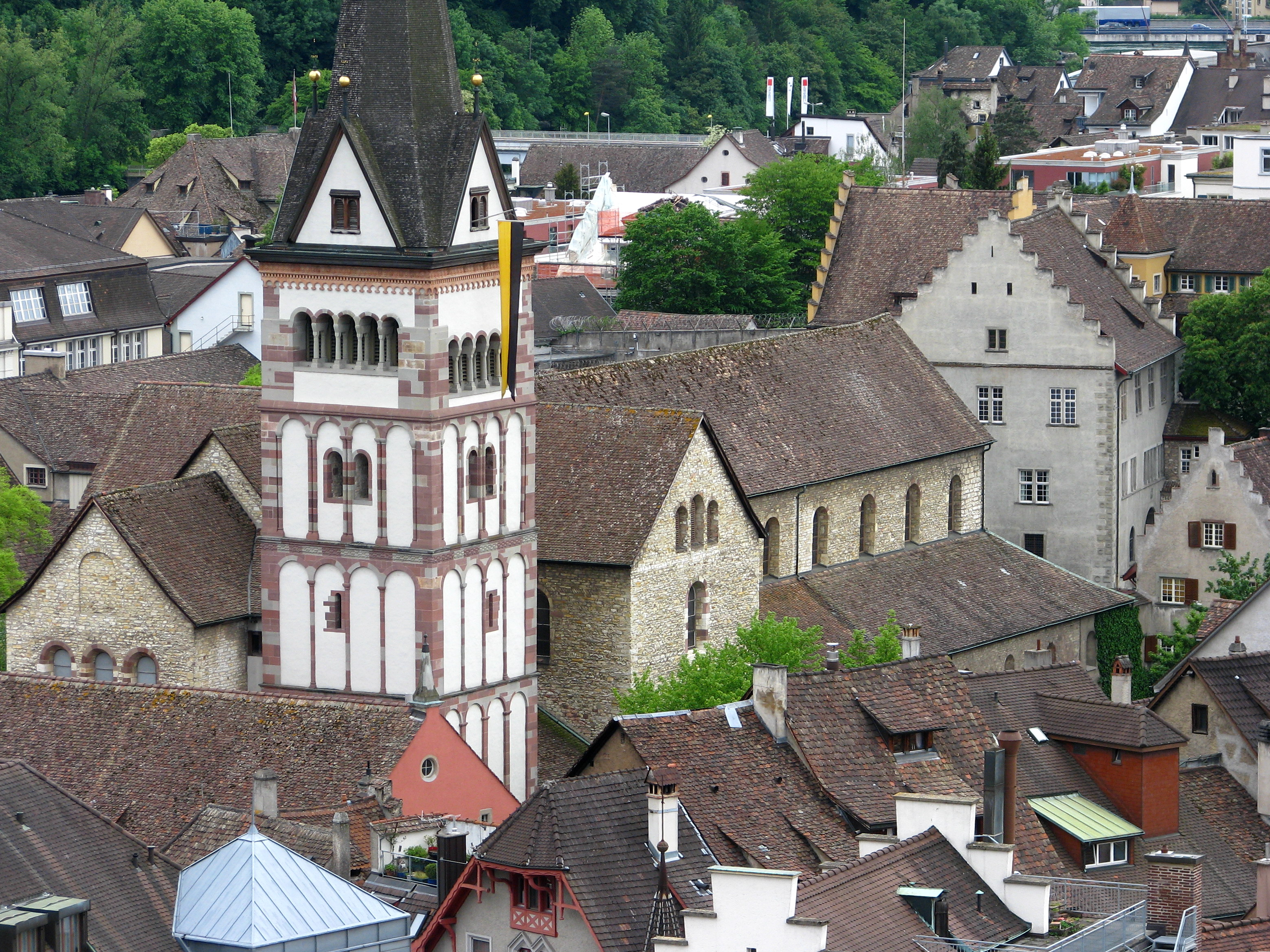
从穆诺特山看大教堂

## 历史
现在教堂的建筑可以追溯到公元 1000 年左右。内伦堡伯爵认识到该地对于莱茵河货物转运的重要性，下令绕过被沃尔特城堡控制的莱茵瀑布。1049年，埃伯哈德·冯·内伦堡创建了诸圣修道院和大教堂，11月22日由教皇良九世祝圣，1064 年竣工。教堂供奉救世主、圣十字、圣母和所有圣徒。内伦堡家族的墓地也由赖歇瑙修道院(Reichenau Abbey) 改到诸圣修道院，并进行翻修和增建。 1075 年，甚至艾伯哈德本人也进入该修道院，成为一名本笃会修道士，1078 年或 1079 年在此去世，埋葬在为家族的户外墓穴中。 
瑞士宗教改革期间，修道院被取缔，1524年，大教堂成为该市第二个堂会。
2014年，大教堂和圣约翰两个堂会合并；新成立的明斯特圣约翰大教堂堂会拥有 3,700 多名信徒。 
原修道院建筑群是沙夫豪森现存最古老的建筑。该建筑已列为瑞士国家和区域重要文化财产名录中的A类国家重要文物。 